# Абдеррахім Уакілі
Абдеррахім Уакілі (араб. عبد الرحيم الوكيلي; 11 грудня 1970, Рабат, Марокко — 18 грудня 2023) — марокканський футболіст, що грав на позиції півзахисника.
Виступав, зокрема, за клуб «Майнц 05», а також національну збірну Марокко.

## Клубна кар'єра
У дорослому футболі дебютував 1993 року виступами за команду німецького нижчолігового клубу «Югесгайм», в якій провів один сезон.
Своєю грою за цю команду привернув увагу представників тренерського штабу клубу «Майнц 05», до складу якого приєднався 1994 року. Відіграв за клуб з Майнца наступні чотири сезони ігрової кар'єри. Більшість часу, проведеного у складі «Майнца», був основним гравцем команди.
Згодом з 1998 по 2003 рік грав у складі команд клубів «Мюнхен 1860», «Теніс Боруссія», «Майнц 05» та «Шкода Ксанті».
Завершив професійну ігрову кар'єру у клубі «Карлсруе СК», за команду якого виступав протягом 2003—2005 років.

## Виступи за збірну
1996 року дебютував в офіційних матчах у складі національної збірної Марокко. Протягом кар'єри у національній команді, яка тривала три роки, провів у формі головної команди країни 11 матчів, забивши два голи.
У складі збірної був учасником чемпіонату світу 1998 року у Франції, Кубка африканських націй 1998 року в Буркіна Фасо.